# Christiania Theater
Christiania Theater var et teater i Oslo som blev åbnet på Bankplassen ved Akershus fæstning i 1837. Det var oprindelig et dansksproget etablissement, men fungerede efterhånden som et slags nationalteater frem til Nationaltheatret blev indviet i 1899. Teatret uropførte Peer Gynt i 1876, 9 år efter at stykket blevet udgivet. Fra 1852 til 1862 havde Oslo desuden Kristiania norske Theater, som havde et mere norsk repertoire og sprog.
I 2006 genopstod Christiania Teater som et show- og underholdningsteater i Stortingsgata 16, i en bygning der tidligere havde huset Det norske teatrets (1945–1985) og Filmteateret (1985–2006).
| Kunst og kultur | Spire Denne artikel om scenekunst og teater er en spire som bør udbygges. Du er velkommen til at hjælpe Wikipedia ved at udvide den. |

59°54′32″N 10°44′29″Ø / 59.9089°N 10.7414°Ø